# روى هاكيمورا
روى هاكيمورا هو لاعب كرة سلة ياباني يلعب في مركز لاعب هجوم صغير الجسم أو لاعب هجوم قوي الجسم في نادي لوس انجلوس ليكرز.

## روابط خارجية
- روى هاكيمورا على موقع الاتحاد الدولي لكرة السلة (الإنجليزية)
- روى هاكيمورا على موقع إن بي أي (الإنجليزية)
- روى هاكيمورا على موقع سبورتس رفرنس (الإنجليزية)
- روى هاكيمورا على موقع كرة السلة الأوروبية.كوم (الإنجليزية)
- روى هاكيمورا على موقع إي إس بي إن.كوم (الإنجليزية)
- روى هاكيمورا على موقع كلية كرة السلة في سبورتس رفرنس.كوم (الإنجليزية)
- روى هاكيمورا على موقع ريلجم (الإنجليزية)
- روى هاكيمورا على موقع بروبوليرز (الإنجليزية)
- روى هاكيمورا على موقع سبورتس رفرنس (الإنجليزية)
- روى هاكيمورا على موقع أوليمبيديا (الإنجليزية)